# 于格·卡佩
于格·卡佩（法語：Hugues Capet；941年—996年10月24日），一译雨果·卡佩，法兰西国王。巴黎伯爵伟大的于格的兒子，母亲为神圣罗马帝国皇帝鄂圖一世的姐姐哈德維希，祖父為西法兰克国王羅貝爾一世。956年繼承父親為法蘭西公爵。987年被貴族正式選舉成為法蘭克人的國王，建立法國歷史上的卡佩王朝。

## 王朝的建立
自9世紀開始，北歐諾曼人頻繁地入侵西法蘭克王國，巴黎屢遭洗劫。885年，諾曼人再次進攻巴黎，遭到強者羅貝爾之子巴黎伯爵厄德率領的巴黎軍隊的阻擊。由於厄德在巴黎保衛戰中聲威大震，887年被推選為西法蘭克國王。
諾曼人的威脅緩解後，厄德的地位不穩，遭到法國一些大封建主的反對。在經歷了893年至898年的6年內戰後，厄德死去，其兄弟羅貝爾放棄了鬥爭，臣服於那些大封建主擁立的卡洛林王朝純樸的查理，因而接受「法蘭西公爵」的稱號，領有巴黎、奧爾良、圖爾、夏爾特爾等地，內戰終止。
純樸的查理統治晚年，內訌重啟。羅貝爾被西部貴族擁戴為王，聯合勃艮第公爵魯道夫和韋尔芒杜瓦伯爵埃贝尔二世，923年在蘇瓦松擊敗了查理的軍隊，但羅貝爾也在此役中陣亡。查理後被埃贝尔二世囚禁，羅貝爾之婿拉烏爾被推選為王（923年—936年）。拉烏爾死後無嗣，羅貝爾之子偉大的于格憑其實力完全可以繼承王位，但他效仿昔日法蘭克宮相故伎，專事幕後操縱，仍讓查理之子路易四世繼位。直到987年末代國王路易四世之子路易五世死去，于格之子于格·卡佩被貴族和高級僧侶推選為國王，是為法蘭西王國卡佩王朝的開端。

## 卡佩王朝初期
于格·卡佩知道自己的王位不穩，卡洛林王朝的下洛林公爵查理（路易四世的兒子）是與他競爭王位的最大對手，卡佩一即位，查理便反對選舉結果及繼承權。查理得到了卡洛林王朝庶系韋爾芒杜瓦伯爵及忠於卡洛林王朝的弗蘭德伯爵所支持。查理取下拉昂－皇室的寶座。于格·卡佩和他的兒子羅貝爾圍城兩次，但每次都被迫撤回。因此于格·卡佩決定與神聖羅馬帝國的攝政特奧法努結盟（皇帝奧托三世的母親），但她並未答覆。
此時，支持于格·卡佩的蘭斯大主教阿達爾貝隆逝世，于格·卡佩決定由前任卡洛林王朝國王洛泰爾的私生子阿努爾夫繼任成為蘭斯大主教以爭取卡洛林王朝一些勢力所支持。雖然阿努爾夫向于格·卡佩宣誓效忠，但是他仍是因為血緣關係改而支持叔父查理。阿努爾夫將蘭斯的貴族騙到城堡，然後開城門迎接查理。
當于格·卡佩質疑自己能否戰勝查理及阿努爾夫時，拉昂主教阿代爾伯倫因被查理逐出而投靠于格·卡佩。在991年的濯足節，阿代爾伯倫假裝為雙方和解，前去會見查理及阿努爾夫，查理歡迎他，但是要求他發誓若有違誓會被詛咒，阿代爾伯倫便立下誓言，當晚，阿代爾伯倫在查理及阿努爾夫睡著時，把他們抓住，將他們交給了于格·卡佩。查理被囚禁在奧爾良直到他於993年或之前逝世。他的兒子，在監獄裡出生後被釋放。
為鞏固卡佩王朝，即位同年的聖誕節，便立即為兒子羅貝爾加冕。王權仍然衰微，貴族各自為政。

## 與教皇的爭議
于格·卡佩在991年因廢除蘭斯大主教阿努爾夫而與當時的教皇若望十五世有分歧，教皇呼籲西法蘭克的主教們在國王的領地外的亞琛舉行獨立的主教會議，但遭西法蘭克的主教們反對。其後，教宗又派特使在穆松召開一個由西法蘭克和東法蘭克的主教參加的主教會議，但因卡佩阻撓，最後只得東法蘭克的主教出現。
教宗通過特使最終裁定廢黜阿努爾夫是違法。于格·卡佩去世後，阿努爾夫從監禁中被釋放，並很快得到平反。
996年10月24日，于格·卡佩在巴黎逝世，並葬於聖德尼修道院大教堂。西法蘭克由其子羅貝爾二世繼續執政，開創卡佩王朝。

## 家庭
亞奎丹公爵亞奎丹的威廉三世為了與于格·卡佩講和，所以於969年將女兒阿德萊德嫁給于格·卡佩。二人誕下兩女一子：
- 長女：吉斯拉，嫁給蓬蒂厄伯爵于格一世（英语：Hugh I, Count of Ponthieu）。
- 次女：哈德維希，嫁給蒙斯伯爵雷日纳四世（英语：Reginar IV, Count of Mons）。
- 幼子：羅貝爾二世，在父親逝世後成為國王。

據說于格·卡佩還有許多其他女兒，但是來源的可靠性比較差。

## 註腳
1. ↑  吳圳義 <法國史> P89起
2. ↑  Pierre Riché, The Carolingians; A Family Who Forged Europe", trans. Michael Idomir Allen (Philadelphia: University of Pennsylvania Press, 1983), p. 279
3. ↑  . RoyaList Online.   [2011-12-07]. （原始内容存档于2012年6月12日）. （页面存档备份，存于）
4. ↑  Thus Gauvard, p. 531.